# Ophiopogon regnieri
Ophiopogon regnieri är en sparrisväxtart som beskrevs av Désiré Georges Jean Marie Bois. Ophiopogon regnieri ingår i släktet Ophiopogon och familjen sparrisväxter.
Artens utbredningsområde är Vietnam. Inga underarter finns listade i Catalogue of Life.